# Hundlax
Hundlax (Oncorhynchus keta), chumlax eller chum är en fiskart som först beskrevs av Johann Julius Walbaum 1792. Hundlax ingår i släktet stillahavslaxar (Oncorhynchus), och familjen laxfiskar. Arten har ej påträffats i Sverige. Inga underarter finns listade.

## Bilder

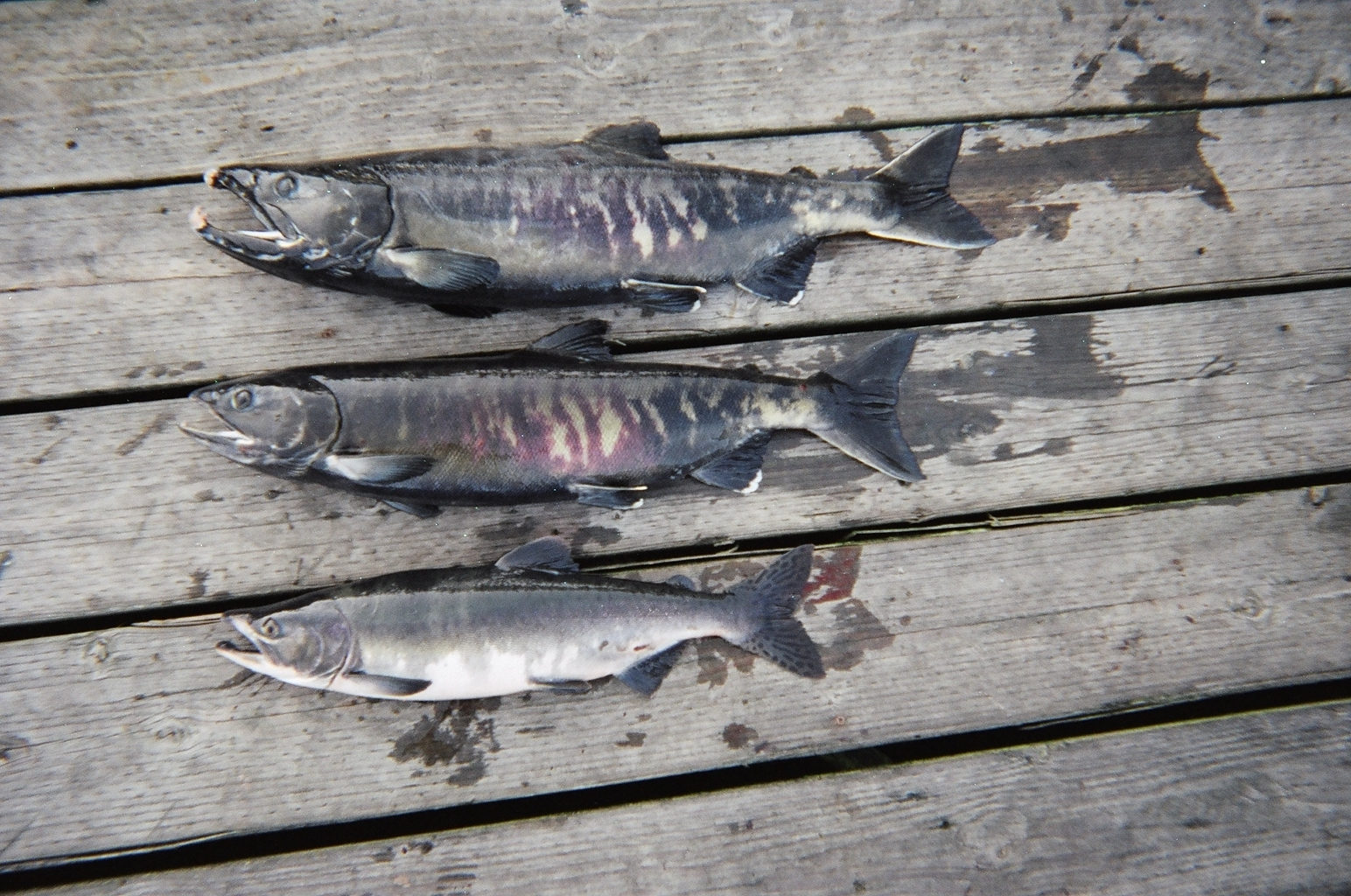
Två hundlaxar (överst en hane, i mitten en hona) och en puckellax (hona, längst ner).
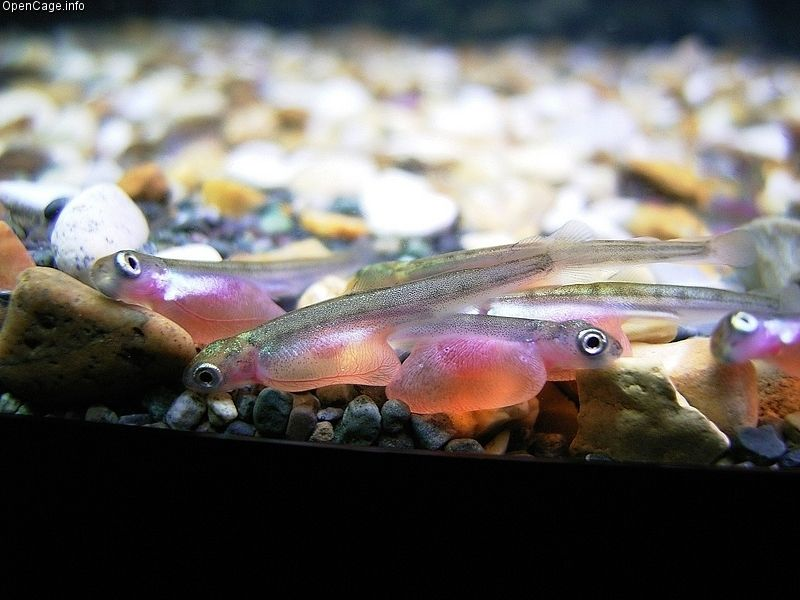
Nykläckta yngel av hundlax uppfödda i fångenskap. De bär fortfarande sin gulesäck.